# Aeroportul Internațional Ian Fleming
Aeroportul Internațional Ian Fleming (IATA: OCJ, ICAO: MKBS) este un aeroport din Boscobel⁠(d), Jamaica ce deservește zona Ocho Rios⁠(d). A fost numit după Ian Fleming.
Situat la o altitudine de 27 m, aeroportul dispune de o singură pistă.